# Marienkapelle (Brienz)

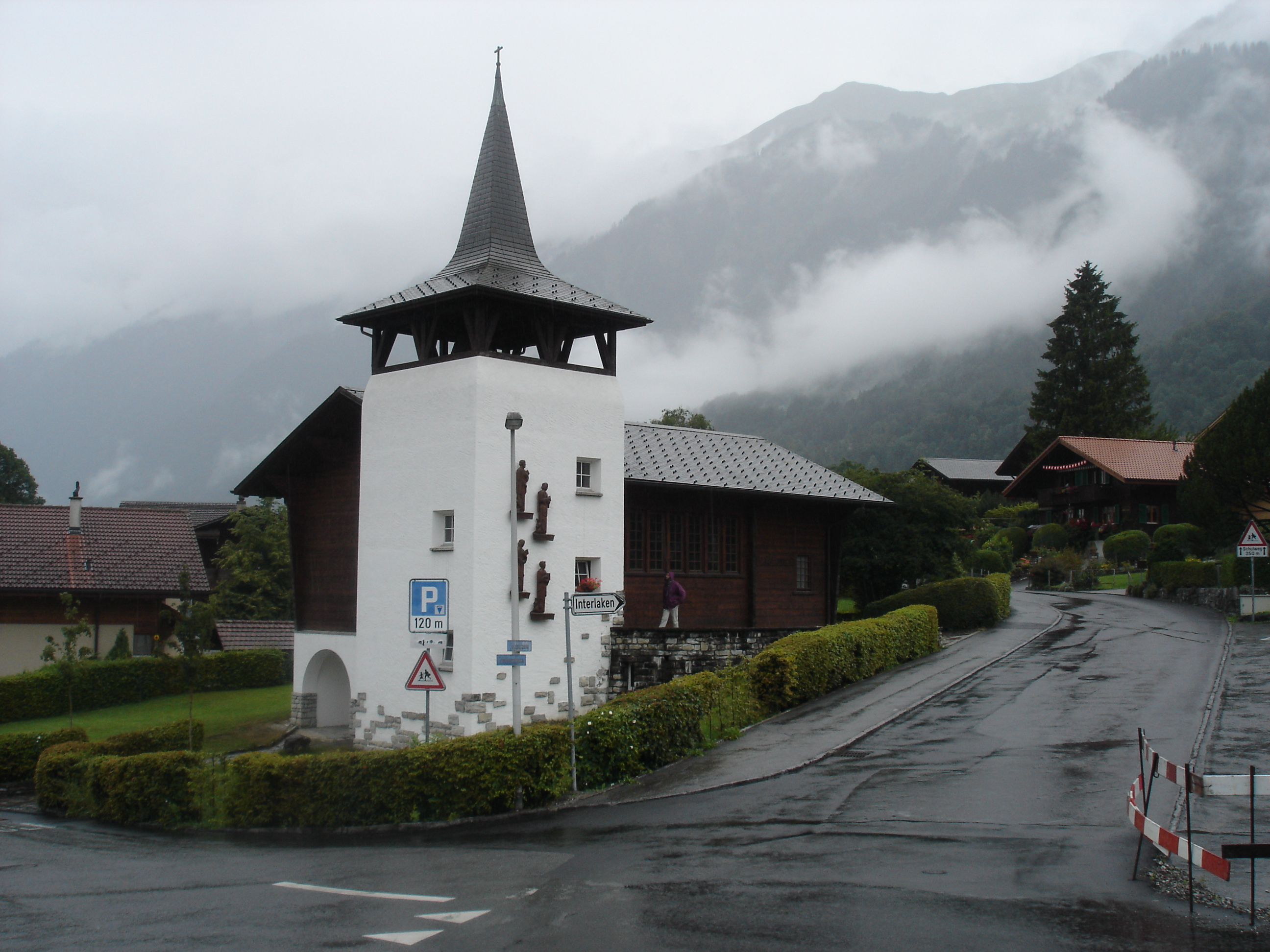
Die Marienkapelle von Brienz

Die  Marienkapelle ist die römisch-katholische Kirche von Brienz BE. Sie wurde 1941 als Filialkirche der Pfarrei Guthirt in Meiringen an der Feldstrasse 1, Brienz gebaut.

## Geschichte
Die Kirchgemeinde Interlaken umfasste bis 1938 auch das Oberhasli und die Gemeinde. Im Juli 1938 wurde das Gebiet von Oberried am Brienzersee mit Brienz bis zum Grimselpass abgetrennt und das Pfarrrektorat Brienz-Meiringen gegründet. Ab dann wirkte ein Pfarrherr in Meiringen. Zuvor hielt ab 1923 Pfarrer Merke aus Interlaken Gottesdienste im Dachstock der Hotel-Dependance «Bären» in Brienz. 
1939 erhielt Vikar Seckinger den Auftrag, Bauland für eine Kapelle in Brienz zu suchen. Im September 1939 erwarb die Inländische Mission das Schulgut in der «Dindlen» von der Gemeinde Brienz. Mit dem Bau der Kapelle konnte wegen des Kriegsausbruchs erst im Herbst 1940 begonnen werden. Es wurde beschlossen, eine Holzkapelle zu bauen, diese wurde am 16. Juni 1941 eingeweiht. Sie sollte dem damals erst seliggesprochenen Bruder Klaus geweiht werden, was aber aufgrund Vorschriften aus Rom nicht möglich war; so wurde die Kirche der Maria Friedenskönigin geweiht.
Am 22. März 1974 wurde auf Beschluss der Kirchgemeindeversammlung die Kirchgemeinde Oberhasli-Brienz gegründet. Diese umfasst die Einwohnergemeinden Brienz (BE), Brienzwiler, Gadmen, Guttannen, Hasliberg, Hofstetten bei Brienz, Innertkirchen, Meiringen und Oberried am Brienzersee. Die Kirchen der Gemeinde sind die Guthirt-Kirche Meiringen, die Marienkapelle in Brienz, die 1977 eingeweihte Christophoruskapelle in Hasliberg-Hohfluh und die vermutlich 1928 entstandene Kapelle beim Grimselhospiz.

## Baubeschreibung
Auf dem massiv gebauten Sockelgeschoss bauten die Architekten Stadler und Wilhelm aus Zug mit Hans Huggler aus Brienz einen Holzbau in der lokal üblichen Blockbauweise. Der gemauerte Glockenturm trägt über einer offenen Holzkonstruktion ein spitzgeschwungenes Zeltdach. Das Mauerwerk ist weiss verputzt und das hölzerne Kirchenschiff hat die ortsübliche braune Farbe. Vor dem Gemeindesaal im Untergeschoss bietet eine doppelbogige Loggia Wetterschutz. Der Zugang zum Inneren befindet sich seitlich im Turm, wo man auch durch das Treppenhaus ins Untergeschoss und auf die Empore gelangt. 

## Innenraum und künstlerische Ausstattung

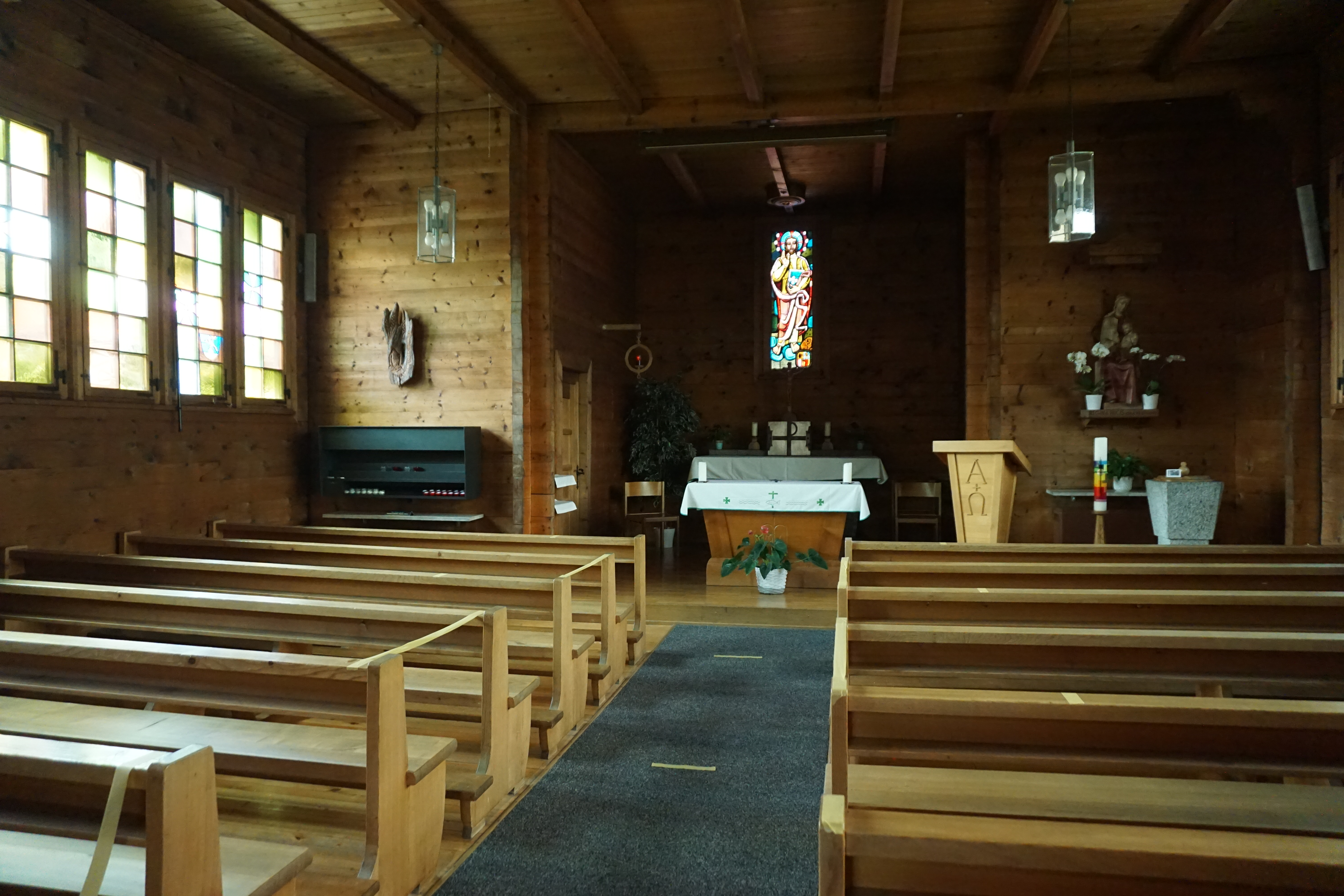
Inneres der Marienkirche

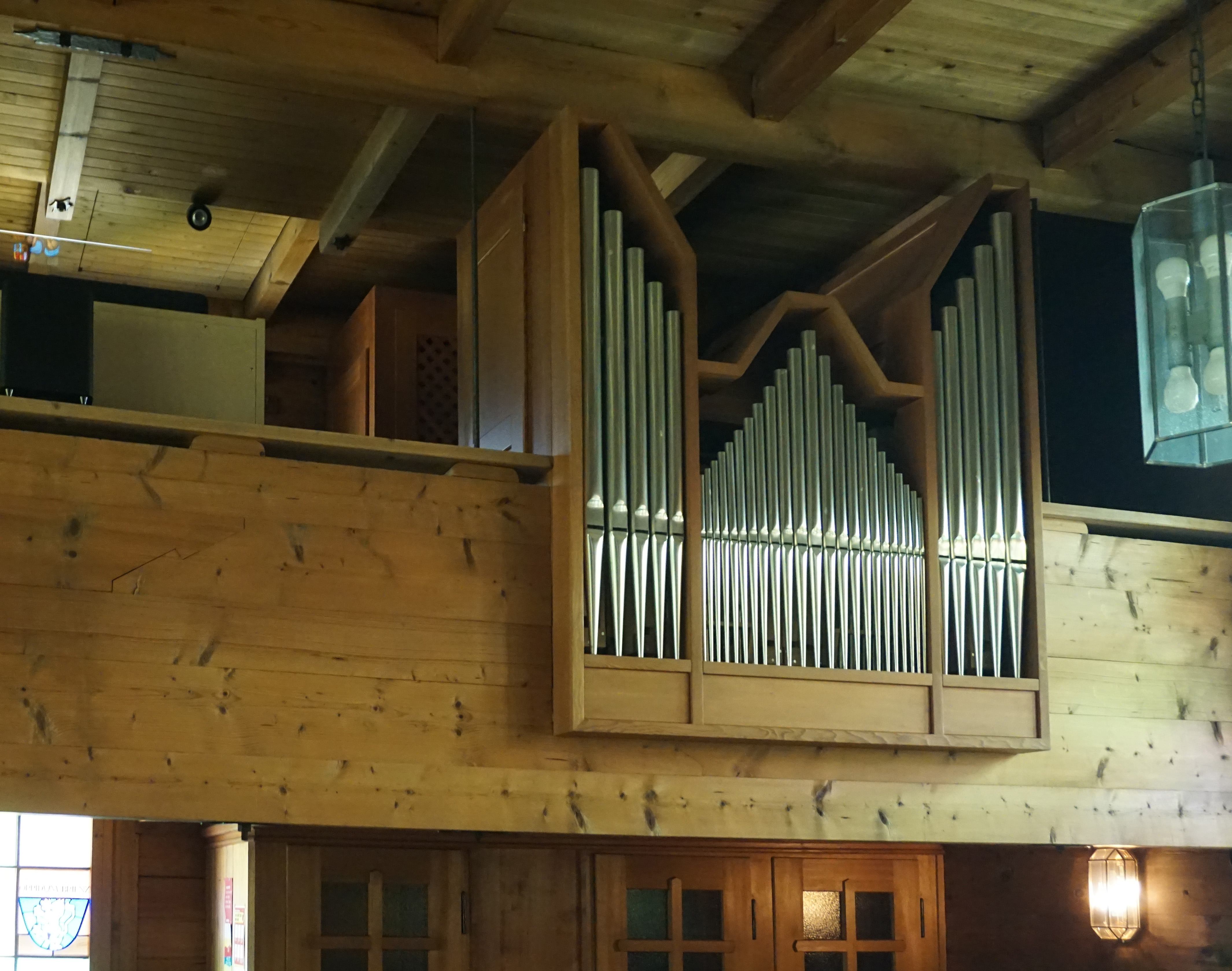
Orgel der Marienkirche

Der ganz mit Holz verkleidete, niedrig wirkende Raum hat an der Westseite einen eingezogenen Chor. Das liturgische Mobiliar ist überwiegend aus Holz gefertigt. Das Fenster in der Chormitte enthält ein Christusbild mit lateinischen Spruchbändern und einem Bischofswappen. Beide Seitenwände haben je vier Doppelfenster mit Sprosseneinteilung und Buntglasscheiben, die teilweise mit Symbolen oder Stifterwappen bemalt sind. An der rechten Seite der Chorwand steht eine holzgeschnitzte Madonna mit Kind von Ernst Thomann (1908–2009). An der Brüstung der Empore ist der Prospekt der Orgel eingefügt.